# Rivne, Novoukraiinka
Rivne (în ucraineană Рівне) este localitatea de reședință a comunei Rivne din raionul Novoukraiinka, regiunea Kirovohrad, Ucraina.

## Demografie
Componența lingvistică a localității Rivne
     Ucraineană (97,44%)
     Rusă (1,2%)
     Română (1,09%)
     Alte limbi (0,09%)
Conform recensământului din 2001, majoritatea populației localității Rivne era vorbitoare de ucraineană (97,44%), existând în minoritate și vorbitori de rusă (1,2%) și română (1,09%).